# Герей, Стивен
Стивен Герей (англ. Steven Geray), имя при рождении Иштван Дьёрдьяи (венг. Gyergyay István; 10 ноября 1904, Унгвар, Австро-Венгрия, ныне Ужгород, Украина — 26 декабря 1973, Лос-Анджелес) — американский киноактёр, сыгравший 125 ролей в кино и более 100 ролей в телесериалах на протяжении 1930-60-х годов.
Герей начал свою кинокарьеру в Венгрии в 1932 году, с 1935 года стал работать в англоязычном кино в Британии, а в 1941 году переехал в США, где снимался в Голливуде вплоть до середины 1960-х годов.
«Маленький, с мягкими чертами лица, характерный актёр», Герей «специализировался на ролях кротких, сдержанных, любезных и доброжелательных джентльменов, часто французского, немецкого или восточноевропейского происхождения». Герей играл преимущественно небольшие и эпизодические роли, при этом часто его приглашали сниматься во многих успешных и популярных фильмах, среди них фильмы нуар «Маска Димитриоса» (1944), «Заворожённый» (1945), «Гильда» (1946), «В укромном месте» (1950), «Женщина в бегах» (1950) и «Дом на Телеграфном холме» (1951), историческая приключенческая лента «Возвращение Монте-Кристо» (1946), мелодрама «Всё о Еве» (1950), комедия «Джентльмены предпочитают блондинок» (1953), криминальный триллер «Поймать вора» (1955), военная драма «Атака» (1956) и драма-притча «Корабль дураков» (1965). Свою единственную главную роль в голливудском кино он сыграл в фильме нуар Джозефа Х. Льюиса «Ночь так темна» (1946).

## Ранние годы
Стивен Герей (имя при рождении — Иштван Дьёрдьяи) родился 10 ноября 1904 года в австро-венгерском городе Унгвар (ныне — Ужгород, Украина) и получил образование в Будапештском университете.
Его актёрская карьера началась на сцене Венгерского национального театра в 1924 году, где «в течение многих лет он был на хорошем счету». В 1928 году он дебютировал в кино, сыграв с 1932 по 1937 год в девяти венгерских фильмах.

## Карьера в Британии (1934—1940)
В 1934 году Иштван Гергёи переехал в Британию, где сменил имя сначала на Стефан, а затем — на Стивен Герей. В 1934 году, уже под новым именем он дебютировал на лондонской сцене, сыграв в спектакле «Весёлый уик-энд!». «Несмотря на некоторые языковые проблемы на начальном этапе, ему тем не менее удалось получить постоянную работу на экране и на радио».
В 1935 году Герей начал сниматься в англоязычных фильмах, сыграв за шесть лет в девяти британских картинах, самыми заметными среди которых стали мелодрама из военной жизни «Высшее командование» (1937) с Лайонелом Этуиллом в главной роли и детектив «Инспектор Хорнли» (1939) с Гордоном Харкером.

## Карьера в Голливуде в военные годы (1941—1945)
В 1941 году Герей прибыл в Голливуд, где «быстро обнаружил, что на него есть значительный спрос в качестве исполнителя ролей официантов, метрдотелей, стюардов, врачей и капитана корабля». Он был «полезен как исполнитель маленьких ролей в фильмах, действие которых происходит в экзотических для Америки странах».
В военные годы карьера Герея стала быстро развиваться. Сначала он промелькнул в эпизоде в качестве игрока в казино в фильме нуар Йозефа фон Штернберга «Жестокий Шанхай» (1941) с Джин Тирни и Виктором Мэтьюром, затем сыграл роль врача с комедийном детективе «Замок в пустыне» (1942) из серии фильмов про частного детектива Чарли Чена, а затем — в нуаровом детективе Фреда Циннемана «Глаза в ночи» (1942) с участием Эдварда Арнольда, Энн Хардинг и Донны Рид. Его самой заметной ролью в этот период стала, вероятно, роль в драме «Луна и грош» (1942) по одноимённому роману Сомерсета Моэма с Джорджем Сэндерсом в главной роли, где он удачно создал образ «фиглярствующего художника Дирка Стрёва». Критика высоко оценила работу Герея, хотя Босли Кроутер в «Нью-Йорк таймс» посчитал его игру «склонной к чрезмерной аффектации».
В 1943 году Герей сыграл роль Вершере в классическом хоррор-мюзикле «Призрак в опере» (1943). В годы войны Герей внёс ценный вклад в серию картин на военную и шпионскую тематику, наиболее заметные роли он исполнил в картинах «Отель Берлин» (1945) и «Гильда» (1946). Он также сыграл в шпионском триллере «Вне подозрений» (1943) о молодой американской паре (Джоан Кроуфорд и Фред Макмюррей), которая в 1939 году под видом свадебного путешествия по Европе собирает сведения о подготовке нацистов к войне, и в шпионском триллере Рауля Уолша «Основание для опасности» (1943) с участием Джорджа Рафта, Питера Лорре и Сидни Гринстрита.
В военном шпионском триллере Жана Негулеско «Конспираторы» (1944) с участием Хэди Ламарр, Пола Хенрейда, Лорре и Гринстрита Герей сыграл небольшую, но значимую роль резидента нацистской контрразведки в Португалии, а в авантюрном фильме нуар «Маска Димитриоса» (1944) с участием Закари Скотта, Лорре и Гринстрита он сыграл трагическую роль тихого и забитого чиновника югославского Военно-морского министерства Карела Билича, который очень боится потерять молодую красивую жену. Международный преступник Димитриос с помощью подкупа, шулерства, шантажа и угроз заставляет Билича выдать секретную карту минных полей. Мучаясь угрызениями совести, Билич рассказывает обо всём своему начальству, а затем кончает жизнь самоубийством. В том же году Герей сыграл в комедии «В обществе» (1944) с популярным дуэтом Бад Эбботт и Лу Кастелло. Он также сыграл небольшую роль доктора Лёвенештайна в драме Фреда Циннемана «Седьмой крест» (1944) со Спенсером Трейси в главной роли, фильм рассказывал о бегстве группы заключённых из нацистского концлагеря в 1936 году.
В 1945 году Герей сыграл небольшую роль врача в психологическом триллере Альфреда Хичкока «Заворожённый» (1945) с Ингрид Бергман и Грегори Пеком, а также в нуаровом триллере Эдварда Дмитрика «Загнанный в угол» (1945) с Диком Пауэллом в главной роли. Действие этой картины происходит вскоре после окончания войны в Аргентине, а Герей исполняет важную роль крупного местного промышленника, работающего под контролем нацистов. Драма Питера Годфри «Гостиница „Берлин“» (1945) рассказывает о постояльцах гостиницы в Берлине не задолго до окончания Второй мировой войны, среди которых есть нацистские офицеры, борцы сопротивления, учёные, шпионы и обычные немцы, Герей сыграл в картине роль управляющего гостиницей.

## Работа на студии «Коламбиа» (1946—1952)
С 1946 по 1952 год Герей имел постоянный контракт со студией «Коламбиа». В этот период создаваемые им образы находились в диапазоне от зловещих до симпатичных, а фильмы — от категории А, такие как «Гильда» (1946) до такой халтуры, как вестерн «Эль Пасо» (1949). Действие фильма нуар Чарльза Видора «Гильда» (1946) с участием Риты Хейворт, Гленна Форда и Джорджа Макреди происходит в дорогом казино в Буэнос-Айресе в момент окончания Второй мировой войны, где отношения внутри любовного треугольника переплетаются с историей разоблачения нацистской преступной организации. Герей сыграл в фильме роль остроумного и наблюдательного «служащего казино, дяди Пио, действия которого в последней сцене картины играют решающую роль для устранения главного препятствия на пути к счастливому концу».
В 1946 году «Герей сыграл редкую для себя главную роль в культовом фильме нуар режиссёра Джозефа Х. Льюиса „Ночь так темна“ (1946)». Действие этой «мрачной маленькой романтической мелодрамы» происходит в сельской Франции, где Герей предстаёт в образе доброжелательного и трудолюбивого детектива парижской криминальной полиции, который влюбляется в дочь владельцев трактира, при этом вскрывается другая, зловещая сторона его натуры. Многие критики высоко оценили фильм, и прежде всего, его стилистическое решение, достигнутое благодаря усилиям режиссёра. Журнал «TimeOut» отметил, что «фильм содержит больше кинематографических идей и смыслов на квадратный фут экрана, чем любой из современных фильмов категории А… это типичный фильм Льюиса: не выдающийся по мысли, но стильный настолько, что способен потрясти любого поклонника кино». Кинокритик Деннис Шварц отметил, что «фрейдистская история фильма странновата и выходит за рамки правдоподобия, но изящество стиля Льюиса завораживает. Тонкий налёт нуара великолепно передан при богатом изображении сельской жизни, а также при показе распада личности в результате давления на психику, которое приводит к шизофрении. Это создаёт увлекательное зрелище».
В том же году Герей сыграл второстепенную роль в приключенческом фильме «Возвращение Монте-Кристо» (1946) с Луисом Хейуордом и Джорджем Макреди, а также роль восточноевропейского эмигранта, который смог успешно найти своё место в Америке, в фильме нуар «Крайний срок — на рассвете» (1946). Год спустя он сыграл важную роль шантажиста в фильме нуар Винсента Шермана «Неверная» (1947) с участием Энн Шеридан, Лью Эйрса и Закари Скотта, владельца клуба в нуаровом триллере «Я люблю трудности» (1948) с Франшо Тоуном в качестве частного детектива. А в фильме нуар Рудольфа Мате «Тёмное прошлое» (1948) он сыграл коллегу и друга главного героя, психиатра (Ли Джей Кобб), которому удаётся успокоить и остановить преступника, взявшего его и его семью в заложники (Уильям Холден).
«Многие появления Герея в фильмах 1950-х годов были незначительными и не отражались в афишах, а в титрах его писали чаще всего как „Стив Герей“».
Так, в знаменитой драме Джозефа Манкевича «Всё о Еве» (1950) с Бетт Дейвис и Джорджем Сэндерсом и в успешном фильме нуар Николаса Рэя «В укромном месте» (1950) с Хамфри Богартом в главной роли Герей сыграл официантов. В 1950 году он также сыграл небольшие роли в трёх фильмах нуар: в психологическом нуаре «Другая женщина» (1950), в триллере Нормана Фостера «Женщина в бегах» (1950) с Энн Шеридан и Денисом О’Кифом он сыграл врача, а в фильме Джозефа Х. Льюиса «Леди без паспорта» (1950) с участием Хэди Ламарр, Джона Ходяка и Джорджа Макреди — роль информатора организатора преступной сети по нелегальной переброске эмигрантов в США.
В 1951 году он сыграл небольшую роль врача в фильме нуар Роберта Уайза «Дом на Телеграфном холме» (1951) с Ричардом Бейсхартом, а год спустя в шпионском нуаре Винсента Шермана «Афера на Тринидаде» (1952), вновь с Ритой Хейворт и Гленном Фордом, Герей сыграл важную роль связанного с вражеской агентурой владельца ночного клуба.
Иногда Герей играл в фильмах других жанров. Он, в частности, сыграл небольшие роль двух фильмах Говарда Хоукса — в вестерне «Большое небо» (1952) с Кирком Дугласом и в музыкальной комедии «Джентльмены предпочитают блондинок» (1953) с Мерилин Монро и Джейн Расселл. Более значительную роль премьер-министра вымышленной европейской страны Лихтенбург Герей сыграл в музыкальной комедии Уолтера Лэнга «Зовите меня „мадам“» (1953).
В середине 1950-х годов Герей сыграл эпизодическую роль гостиничного клерка в романтическом триллере Альфреда Хичкока «Поймать вора» (1955) с Кэри Грантом и Грейс Келли, за которыми последовали роли в гангстерском нуаре Расселла Рауса «Секреты Нью-Йорка» (1955) с Бродериком Кроуфордом, Ричардом Конте и Энн Бэнкрофт, и в шпионском нуаре Льюиса Аллена «Пуля для Джоуи» (1955) с участием Эдварда Г. Робинсона, Джорджа Рафта и Одри Тоттер.
В 1956 году вышла антивоенная драма Роберта Олдрича «Атака» (1956) с участием Джека Пэланса и Ли Марвина, где Герей сыграл небольшую роль немецкого сержанта. Последним значимым фильмом в карьере Герея стала драма-притча Стенли Крамера «Корабль дураков» (1965), где он сыграл второстепенную роль стюарда океанского лайнера.
Герей закончил свою кинокарьеру ролью Рудольфа, живущего на Диком Западе внука доктора Франкештейна, в низкобюджетном эксплуатационном хоррор-вестерне Уильяма Бодина «Джессе Джеймс встречает дочь Франкенштейна» (1966).

## Карьера на телевидении
С середины 1950-х годов Герей работал «почти исключительно как надёжный телевизионный приглашённый актёр».
Он сыграл роль доктора в семи эпизодах семейной комедии «Приготовьте комнату для папочки» (1954-9163). Он также сыграл в отдельных эпизодах таких телесериалов, как «Кульминация» (1955), «Приключения Супермена» (1956), «Майк Хаммер» (1958), «Перри Мейсон» (1958), «Неприкасаемые» (1960), «Бонанза» (1962), «Караван повозок» (1962), «За гранью возможного» (1964), «Я мечтаю о Джинни» (1965), «Правосудие Бёрка» и «Человек из А. Н.К. Л.» (1966).
Насыщенная карьера Герея в кино и на телевидении продолжалась до конца 1960-х годов.
В конце 1960-х годов Герей некоторое время был художественным руководителем театра в Эстес парк, Колорадо, где в 1969—1970 годах также владел баром.

## Смерть
Стивен Герей умер 26 декабря 1973 года в Лос-Анджелесе.

## Фильмография
- 1929 — Моя сестра Мари / Mária növér (как Иштван Гергёи)
- 1932 — Целуй ещё слаще / Csókolj meg, édes! — Пали, врач (как Иштван Гергёи)
- 1932 — Весенний дождь / Tavaszi zápor — знакомый в поместье (как Иштван Гергёи)
- 1932 — Золотые самолёты / Repülö arany — Дьёрдь Балинт, журналист вечерних новостей (как Иштван Гергёи)
- 1933 — Мари, венгерская легенда / Marie, légende hongroise — управляющий (как Иштван Гергёи)
- 1933 — Пардон, я был неправ / Pardon, tévedtem (как Иштван Гергёи)
- 1933 — Украденная среда / Az ellopott szerda — Иштван Тамаш, радиорепортёр (как Иштван Гергёи)
- 1935 — Танцевальный ансамбль / Dance Band — Стив Сарел
- 1935 — Роман студента / The Student’s Romance — Микки
- 1936 — Звезда упала с небес / A Star Fell from Heaven — Уилли Уасс
- 1937 — Сегодняшние девушки / Mai lányok — Фери Шекей (как Иштван Гергёи)
- 1937 — Пособие на детей / Családi pótlék — Петер Ковач (как Иштван Гергёи)
- 1938 — Высшее командование / The High Command — Мартин Клоум
- 1938 — Премьера / Premiere — Фролич
- 1938 — Молниеотвод / Lightning Conductor — Морли
- 1938 — Давай сделаем из этого ночь / Let’s Make a Night of It — Луиджи
- 1938 — Круиз кабаре / Cabaret Cruise (телесериал, 2 эпизода)
- 1939 — Инспектор Хорнли / Inspector Hornleigh — Майкл Каванос
- 1940 — Тёмные улицы Каира / Dark Streets of Cairo — коридорный
- 1941 — Человек на свободе / Man at Large — Карл Ботани, или С. Б. Холдейн
- 1941 — Жестокий Шанхай / The Shanghai Gesture — человек в казино (в титрах не указан)
- 1942 — Синий, белый и идеальный / Blue, White and Perfect — Вандерхофен
- 1942 — В глубине души джентльмен / A Gentleman at Heart — дон Фернандо
- 1942 — Замок в пустыне / Castle in the Desert — доктор Ретлинг
- 1942 — Секретный агент Японии / Secret Agent of Japan — Александри
- 1942 — Безумные Мартиндейлы / The Mad Martindales — Ян Ван Дер Венне
- 1942 — Глаза в ночи / Eyes in the Night — мистер Андерсон
- 1942 — Луна и грош / The Moon and Sixpence — Дирк Стрёв
- 1942 — Жена садится на самолёт / The Wife Takes a Flyer — агент Гестапо (в титрах не указан)
- 1942 — Однажды в медовый месяц / Once Upon a Honeymoon — официант в кафе (в титрах не указан)
- 1943 — Задание в Бретани / Assignment in Brittany — священник (в титрах не указан)
- 1943 — Вне подозрений / Above Suspicion — гравёр по дереву (в титрах не указан)
- 1943 — Истоки опасности / Background to Danger — Людвиг Радер (в титрах не указан)
- 1943 — Задание в Берлине / Appointment in Berlin — Генри Радер (в титрах не указан)
- 1943 — Божественная музыка / Heavenly Music (короткометражка) — Людвиг ван Бетховен
- 1943 — Ночной самолёт из Чунцина / Night Plane from Chungking — отец, доктор Вен Дер Лиден
- 1943 — Пилот № 5 / Pilot #5 — майор Эйшель, командир эскадрильи
- 1943 — Заложники / Hostages — Мюллер
- 1943 — Призрак оперы / Phantom of the Opera — Вершер
- 1943 — Свист в Бруклине / Whistling in Brooklyn — Уайти
- 1944 — Сопротивление вражескому допросу / Resisting Enemy Interrogation — доктор Виктор Мюнц (учебный пропагандистский, в титрах не указан)
- 1944 — Лёгкая жизнь / Easy Life (короткометражка) — Бэтт
- 1944 — Знакомство с людьми / Meet the People — дядя Феликс
- 1944 — Маска Димитриоса / The Mask of Dimitrios — Карел Булич
- 1944 — Седьмой крест / The Seventh Cross — доктор Лёвенштайн
- 1944 — В обществе / In Society — граф Алексис
- 1944 — Конспираторы / The Conspirators — доктор Шмитт
- 1945 — Отель «Берлин» / Hotel Berlin — Клайберт
- 1945 — Тарзан и амазонки / Tarzan and the Amazons — Бреннер
- 1945 — Завороженный / Spellbound — доктор Графф
- 1945 — Малиновая канарейка / The Crimson Canary — Вик Миллер
- 1945 — Мексикана / Mexicana — Ларедо
- 1945 — Загнанный в угол / Cornered — сеньор Томас Камарго
- 1946 — Гильда / Gilda — дядя Пио
- 1946 — Крайний срок — на рассвете / Deadline at Dawn — человек в перчатках (Эдвард Хорник)
- 1946 — Ночь так темна / So Dark the Night — Анри Кассен
- 1946 — Блонди знает лучше / Blondie Knows Best — доктор Шмидт
- 1946 — Возвращение Монте-Кристо / The Return of Monte Cristo — Бомбей
- 1947 — Слепое пятно / Blind Spot — Ллойд Харрисон
- 1947 — Мистер окружной прокурор / Mr. District Attorney — Беротти
- 1947 — Неверная / The Unfaithful — Мартин Бэрроу
- 1947 — Стрелки / Gunfighters — Хозе, или дядя Джо
- 1947 — Когда девушка красива / When a Girl’s Beautiful — Стейси Дорн
- 1947 — Игра Криминального доктора / The Crime Doctor’s Gamble — Жюль Доде
- 1948 — Я люблю трудности / I Love Trouble — Келлер
- 1948 — Порт-Саид / Port Said — Алексис Такка
- 1948 — Тёмное прошлое / The Dark Past — профессор Фред Линдер
- 1948 — Леди из кордебалета / Ladies of the Chorus — Солсбери
- 1949 — Одинокий волк и его дама / The Lone Wolf and His Lady — Мюнхер Ван Гроот
- 1949 — Эль Пасо / El Paso — мексиканец Джо
- 1949 — Небесный лайнер / Sky Liner — Бокеджиян
- 1949 — Ещё раз, моя дорогая / Once More, My Darling — Кальзак
- 1949 — Отпуск в Гаване / Holiday in Havana — Лопес
- 1950 — Гавань исчезнувших мужчин / Harbor of Missing Men — капитан Коркорис
- 1950 — В укромном месте / In a Lonely Place — Пол, главный официант
- 1950 — Другая женщина / The Second Woman — Бальтазар Джонс
- 1950 — Леди без паспорта / A Lady Without Passport — француз, информатор Палинова
- 1950 — Всё о Еве / All About Eve — старший официант
- 1950 — Джим из джунглей на острове пигмеев / Pygmy Island — Леон Марко
- 1950 — Женщина в бегах / Woman on the Run — доктор Артур Холер
- 1951 — Цель неизвестна[англ.] / Target Unknown — Жан
- 1951 — Дом на Телеграфном холме / The House on Telegraph Hill — доктор Бёркхардт
- 1951 — Дикие барабаны / Savage Drums — Бородофф
- 1951 — Маленький Египет / Little Egypt — паша
- 1951 — Детектив с первой страницы / Front Page Detective (телесериал, 1 эпизодов)
- 1952 — Одержимая женщина / Lady Possessed — доктор Степанек
- 1952 — Бал Табарин / Bal Tabarin — инспектор Мане
- 1952 — Афера на Тринидаде / Affair in Trinidad — Уиттол
- 1952 — Большое небо / The Big Sky — Френчи Жордоннэ
- 1952 — Опасное задание / Dangerous Assignment (телесериал, 3 эпизода)
- 1952—1956 — Небесный король / Sky King (телесериал, 2 эпизода)
- 1953 — Зовите меня «мадам» / Call Me Madam — премьер-министр Себастиан
- 1953 — Джентльмены предпочитают блондинок / Gentlemen Prefer Blondes — управляющий гостиницей
- 1953 — Золотой клинок / The Golden Blade — Баркус
- 1953 — Королевские африканские ружья / The Royal African Rifles — Ван Стид
- 1953 — Сегодня вечером мы поём / Tonight We Sing — Прэджер
- 1953 — Французский рейс / The French Line — Франсуа, стюард на корабле
- 1953 — Телевизионный театр «Форда» / The Ford Television Theatre (телесериал, 1 эпизод)
- 1953 — Мистер и миссис Норт / Mr. & Mrs. North (телесериал, 1 эпизод)
- 1954 — Наша мисс Брукс / Our Miss Brooks (телесериал, 1 эпизод)
- 1954 — Великая кража алмаза / The Great Diamond Robbery — Ван Гуусен
- 1954 — Парижские плейбои / Paris Playboys — доктор Гаспар
- 1954 — Общественный защитник / The Public Defender (телесериал, 1 эпизод)
- 1954 — Стучи по дереву / Knock on Wood — доктор Крёгер
- 1954 — Тобор Великий / Tobor the Great — шеф иностранных шпионов
- 1954 — Телевизионный театр «Моторола» / The Motorola Television Hour (телесериал, 1 эпизод)
- 1954 — Одинокий волк / The Lone Wolf (телесериал, 1 эпизод)
- 1954—1955 — Порт / Waterfront (телесериал, 3 эпизода)
- 1954—1963 — Освободите место для папочки / Make Room for Daddy (телесериал, 7 эпизодов)
- 1955 — Поймать вора / To Catch a Thief — клерк в гостинице (в титрах не указан)
- 1955 — Секреты Нью-Йорка / New York Confidential — Моррис Франклин
- 1955 — Пуля для Джои / A Bullet for Joey — Рафаэль Гарсия
- 1955 — Огненный поцелуй / Kiss of Fire — капитан корабля Беллон
- 1955 — Лесси / Lassie (телесериал, 1 эпизод)
- 1955 — «Ридерс дайджест» на ТВ / TV Reader’s Digest (телесериал, 2 эпизода)
- 1955 — Миллионер / The Millionaire (телесериал, 1 эпизод)
- 1955 — Видеотеатр «Люкс» / Lux Video Theatre (телесериал, 1 эпизод)
- 1955 — Театр Дэймона Раниона / Damon Runyon Theater (телесериал, 1 эпизод)
- 1955 — Кульминация / Climax! (телесериал, 1 эпизод)
- 1955—1956 — Театр «Дженерал Электрик» / General Electric Theater (телесериал, 3 эпизода)
- 1955—1956 — Театр «Пепси-колы» / The Pepsi-Cola Playhouse (телесериал, 2 эпизода)
- 1955—1956 — Театр Четыре Звезды / Four Star Playhouse (телесериал, 2 эпизода)
- 1955—1956 — Паспорт опасности / Passport to Danger (телесериал, 3 эпизода)
- 1955—1957 — Кавалькада Америки / Cavalcade of America (телесериал, 2 эпизода)
- 1955—1958 — Театр звезд «Шлитц» / Schlitz Playhouse of Stars (телесериал, 2 эпизода)
- 1956 — Дилижанс ярости / Stagecoach to Fury — Николс
- 1956 — Атака / Attack — Отто, немецкий сержант
- 1956 — Шоу Джорджа Бернса и Грейси Аллен / The George Burns and Gracie Allen Show (телесериал, 3 эпизода)
- 1956 — Это всегда Джен / It’s Always Jan (телесериал, 1 эпизод)
- 1956 — Студия 57 / Studio 57 (телесериал, 1 эпизод)
- 1956 — Приключения Супермена / Adventures of Superman (телесериал, 1 эпизод)
- 1956 — Театр кинорежиссёров / Screen Directors Playhouse (телесериал, 1 эпизод)
- 1956 — Звезда и история / The Star and the Story (телесериал, 1 эпизод)
- 1956 — Утренний театр / Matinee Theatre (телесериал, 1 эпизод)
- 1956 — Приключения доктора Фу Манчу / The Adventures of Dr. Fu Manchu (телесериал, 2 эпизода)
- 1956 — Приключения Джима Боуи / The Adventures of Jim Bowie (телесериал, 1 эпизод)
- 1956 — Театр Зейна Грея / Zane Grey Theater (телесериал, 1 эпизод)
- 1956—1957 — Телефонное время / Telephone Time (телесериал, 2 эпизода)
- 1957 — Театр «Алкоа» / Alcoa Theatre (телесериал, 1 эпизод)
- 1957 — Солдаты удачи / Soldiers of Fortune (телесериал, 1 эпизод)
- 1957—1959 — Театр «Гудйир» / Goodyear Theatre (телесериал, 2 эпизода)
- 1958 — Шоу Гейл Сторм / The Gale Storm Show: Oh! Susanna (телесериал, 1 эпизод)
- 1958 — Майк Хаммер / Mike Hammer (телесериал, 1 эпизод)
- 1958—1962 — Перри Мейсон / Perry Mason (телесериал, 2 эпизода)
- 1958 — Определённая улыбка / A Certain Smile — Денис
- 1959 — Считай свои благословения / Count Your Blessings — гид
- 1959 — Запрещено! / Verboten! (телесериал, 1 эпизод)
- 1959 — Декабрьская невеста / December Bride (телесериал, 1 эпизод)
- 1960 — Островитяне / The Islanders (телесериал, 1 эпизод)
- 1960—1962 — Приключения в раю / Adventures in Paradise (телесериал, 3 эпизода)
- 1960—1963 — Неприкасаемые / The Untouchables (телесериал, 3 эпизода)
- 1961 — 87-й участок / 87th Precinct (телесериал, 1 эпизод)
- 1961 — Настоящие Маккой / The Real McCoys (телесериал, 1 эпизод)
- 1962 — Бонанза / Bonanza (телесериал, 1 эпизод)
- 1962 — Шоу Дика Пауэлла / The Dick Powell Show (телесериал, 1 эпизод)
- 1962 — Доктор Килдэр / Dr. Kildare (телесериал, 1 эпизод)
- 1962 — Хэйзел / Hazel (телесериал, 1 эпизод)
- 1962 — Караван повозок / Wagon Train (телесериал, 1 эпизод)
- 1963 — Десятицентовик с ореолом / Dime with a Halo — священник
- 1963 — Шоу Донны Рид / The Donna Reed Show (телесериал, 1 эпизод)
- 1963 — Третий человек / The Third Man (телесериал, 1 эпизод)
- 1964 — Неукротимый и прекрасный / Wild and Wonderful — бармен
- 1964 — Путешествие на дно океана / Voyage to the Bottom of the Sea (телесериал, 1 эпизод)
- 1964 — За гранью возможного / The Outer Limits (телесериал, 1 эпизод)
- 1964 — Путешествие Джейме МакФитерза / The Travels of Jaimie McPheeters (телесериал, 1 эпизод)
- 1965 — Кто видел ветер? / Who Has Seen the Wind? (телефильм)
- 1965 — Я мечтаю о Джинни / I Dream of Jeannie (телесериал, 1 эпизод)
- 1965 — Правосудие Бёрка / Burke’s Law (телесериал, 1 эпизод)
- 1965 — Шоу Люси / The Lucy Show (телесериал, 1 эпизод)
- 1965 — Карен / Karen (телесериал, 1 эпизод)
- 1965 — Жулики / The Rogues (телесериал, 1 эпизод)
- 1966 — Шоу Дика Ван Дайка / The Dick Van Dyke Show (телесериал, 1 эпизод)
- 1966 — Туннель времени / The Time Tunnel (телесериал, 1 эпизод)
- 1966 — Человек из А. Н. К. Л. / The Man from U.N.C.L.E. (телесериал, 1 эпизод)
- 1966 — Свингер / The Swinger — человек с рыбой
- 1966 — Джесси Джеймс встречает дочь Франкенштейна / Jesse James Meets Frankenstein’s Daughter — доктор Рудольф Франкенштейн